# Hrvatska vučja stopa
Hrvatska vučja stopa (lat. Aristolochia croatica) biljka i porodice kopitnjakovki (Aristolochiaceae). Negdje se navodi da je A. croatica sinonim za A. lutea,, vrstu poznatu u hrv. jeziku kao žuti jabučnjak.

## Rasprostranjenost
Raste na otocima Krku, Svetom Marku i Pagu te u okolici Jadranova, Triblja i Drivenika.

## Izgled
Trajnica je s podzemnim gomoljem. Ima lišće bez palistića. Ocvijeće je cjevasto, jednosimetrično. Ima 6 prašnika. Razmnožava se sjemenkama i vegetativno gomoljima.

## Ekološki zahtjevi
Odgovaraju joj vapnenačka točila i ekstremno degradirani kamenjarski pašnjaci. Raste s planinskim mekinjakom. U malobrojnim je populacijama. Ugrožena je zbog građevinskih i drugih radova na njenim staništima. 